# 蔚然
蔚然（英語：Azura）位於香港西半山西摩道2A號，是太古地產旗下的單幢式住宅大樓，當中太古佔87.5%權益，樓高43層，共提供126個住宅單位，於2012年9月入伙 。該盤幾乎所有的買家，盡是中港兩地的知名人士，包括「愛國商人」霍英東二房三子、迪士尼上海總監孟德楷、剛有弄璋之喜的地產商許晉亨的堂兄許晉義、優之良品老闆黎氏家族、中國建築項目董事鄺榮燦，還有國際投資銀行瑞銀及德銀的高層。

## 外部連結
- 官方网站
- 蔚然，中原數據 （页面存档备份，存于）